# کلاشترتس ناد اوهری
کلاشترتس ناد اوهری (به چکی: Klášterec nad Ohří) یک منطقهٔ مسکونی در جمهوری چک است که در ناحیه خوموتوو واقع شده‌است. کلاشترتس ناد اوهری ۱۴٬۸۲۲ نفر جمعیت دارد.